# TIMD4
TIMD4 (англ. T-cell immunoglobulin and mucin domain containing 4) – білок, який кодується однойменним геном, розташованим у людей на короткому плечі 5-ї хромосоми. Довжина поліпептидного ланцюга білка становить 378 амінокислот, а молекулярна маса — 41 578.
| 10         |  | 20         |  | 30         |  | 40         |  | 50         |
| ---------- |  | ---------- |  | ---------- |  | ---------- |  | ---------- |
| MSKEPLILWL |  | MIEFWWLYLT |  | PVTSETVVTE |  | VLGHRVTLPC |  | LYSSWSHNSN |
| SMCWGKDQCP |  | YSGCKEALIR |  | TDGMRVTSRK |  | SAKYRLQGTI |  | PRGDVSLTIL |
| NPSESDSGVY |  | CCRIEVPGWF |  | NDVKINVRLN |  | LQRASTTTHR |  | TATTTTRRTT |
| TTSPTTTRQM |  | TTTPAALPTT |  | VVTTPDLTTG |  | TPLQMTTIAV |  | FTTANTCLSL |
| TPSTLPEEAT |  | GLLTPEPSKE |  | GPILTAESET |  | VLPSDSWSSV |  | ESTSADTVLL |
| TSKESKVWDL |  | PSTSHVSMWK |  | TSDSVSSPQP |  | GASDTAVPEQ |  | NKTTKTGQMD |
| GIPMSMKNEM |  | PISQLLMIIA |  | PSLGFVLFAL |  | FVAFLLRGKL |  | METYCSQKHT |
| RLDYIGDSKN |  | VLNDVQHGRE |  | DEDGLFTL   |  |            |  |            |

A: Аланін

C: Цистеїн

D: Аспарагінова кислота

E: Глутамінова кислота

F: Фенілаланін

G: Гліцин

H: Гістидин

I: Ізолейцин

K: Лізин

L: Лейцин

M: Метіонін

N: Аспарагін

P: Пролін

Q: Глутамін

R: Аргінін

S: Серин

T: Треонін

V: Валін

W: Триптофан

Кодований геном білок за функцією належить до фосфопротеїнів. 
Задіяний у таких біологічних процесах, як альтернативний сплайсинг, поліморфізм. 
Локалізований у мембрані.